# 186

## Події
- Повстання в Галлії під проводом Матерна.

## Правителі
- Римська імперія: правління Коммода;
- Китай: династія Хань;
- Індія: Кушанська імперія.

Список керівників держав 186 року